# 2014年加泰隆尼亞自決公投

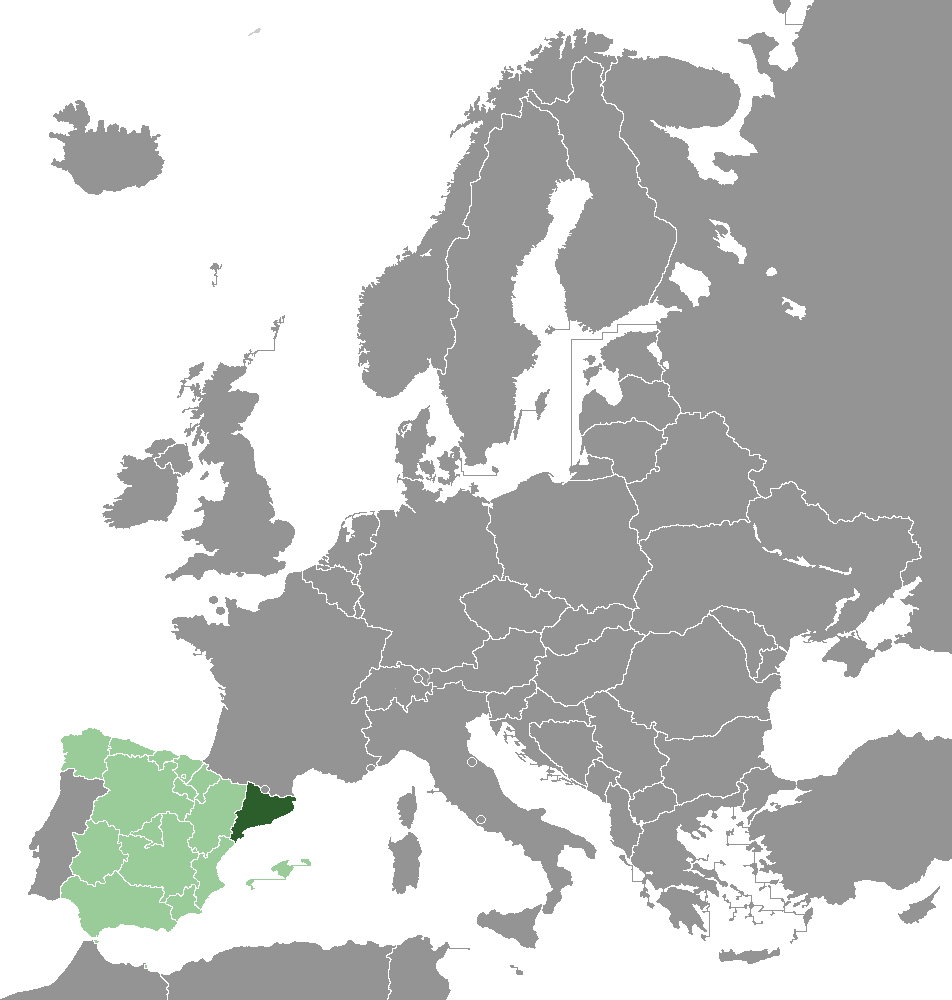
加泰罗尼亚在西班牙 (绿色) 和欧洲的位置.

加泰隆尼亞自決公投是在2014年11月9日，於加泰隆尼亞舉行的一場象徵性獨立公投。公投問題包含兩個部分：“你是否希望加泰隆尼亞成為一個國家？”和“如是的話，你是否希望這個國家獨立？”。據加泰隆尼亞政府最新給出的數字，合共有2,305,290位選民投了票。當中有80.76%的人在兩條問題均投贊成票；有10.07%的人在第一條問題投贊成票，而在第二條問題投反對票；有4.54%的人在第一條問題投反對票。按照加泰隆尼亞政府所得的初步數據，投票率為41.6%。

## 歷史
阿圖爾·馬斯（Artur Mas i Gavarró）領導的支持獨立的民主聯盟(Democratic Convergence)和奥里奥尔·容克拉斯（Oriol Junqueras i Vies）的加泰隆尼亞共和左派黨（Republican Left of Catalonia）於2012年12月18日簽署自由協議。該文指出，公投的日期將由兩方決定。阿圖爾·馬斯擔任加泰隆尼亞領導人。加泰罗尼亚地区首都是巴塞罗那，是西班牙经济最发达的地区。
2013年12月12日，加泰罗尼亚政府宣布，獨立公投將在2014年11月9日舉行，公投問題包含兩個部分：“你想要加泰隆尼亞成為一個國家？” 和“如果第一個問題同意，你想這個國家成為獨立主權國？”。西班牙政府表示，公投違法，將不會舉行。
2014年9月20日，加泰罗尼亚议会以大比数通过独立公投议案，来自五党结成的广泛联盟的106名成员赞成，28名右派的人民党代表和一个反民族主义运动的成员反对，该议案预定在11月9日举行加泰罗尼亚自决公投。西班牙外交大臣馬加略9月16日也曾表示，將動用全部法律力量阻止加泰羅尼亞地區舉行無約束力的獨立公投，包括在必要時暫停加泰羅尼亞政府的自治權。
2014年9月29日，西班牙憲法法院稱將審查這項公投的合法性。後來裁決暫停公投。

## 外部連結
- 加泰隆尼亞自決公投（页面存档备份，存于） （文） （英文） （西班牙文） （奧克語）
- Catalonia Votes（页面存档备份，存于） （英文） （德文） （法文）